# Must Have Been Tokyo
Must Have Been Tokyo (kurz MHBT) war eine Schweizer Indierock-Band aus Bern. Die Band veröffentlichte beim Zürcher Electro-Clash-Label Alpinechic. MHBT löste sich 2010 auf, nachdem einige Gründungsmitglieder die Band verlassen haben.

## Geschichte
MHBT spielte Konzerte u. a. mit Peaches, The Gossip, Ladytron, Cazals, The Sunshine Underground, You Say Party! We Say Die!, Jeans Team und Disco Drive. Bemerkenswerte Auftritte in der Schweiz waren jene 2010 an der Bright.Lights Party im Club X-Tra in Zürich und 2011 an der Bad Bonn Kilbi in Düdingen.
Das Cover für die Promo-CD Songs about Lizards wurde von den Berner Grafikern Karin Grossen und Daniel Ehrensperger gestaltet. Das Mastering von Vice erfolgte durch Greg Calbi. Das Musikvideo zum Lied Street Kids (vom Album Vice) ist ein Werk von Samuel Textor (Direction/Script) und Tobias Bühler (Camera/Edit).

## Stil
Die Band gilt als "eine der vielversprechendsten Berner Rockbands der letzten Jahre" (Seite3.ch). Erste Erfolge konnte MHBT mit dem Electroclash-Album Insects in Mailand und Paris verzeichnen. Der Stil von MHBT wurde mit Gang of Four, Joy Division, The Cure, Interpol und Franz Ferdinand verglichen. Mit dem Album Vice hat sich die Band stilistisch weiterentwickelt in Richtung Wave, Psychedelica und Americana.

## Diskografie
Alben
- 2005: Songs about Lizards (Promo)
- 2007: Insects[14]
- 2008: Vice (Alpinechic/Irascible/Finetunes)[15][12]

## Trivia
Das Musikmagazin 78s zählte das Bandfoto von MHBT zu den zehn besten Schweizer Bandfotos des Jahres 2009.